# Vendemos Cadeiras
Vendemos Cadeiras é uma série de televisão brasileira exibida pelo canal de televisão a cabo Multishow, desde o dia 23 de outubro de 2010. Tem roteiro de Matheus Souza e Bruno Bloch.

## Produção
Em 2009 o diretor e roteirista Matheus Souza deu uma entrevista ao portal Jovem Nerd contando sobre a dificuldade de produzir conteúdo para o público nerd no Brasil. Após a repercussão, porém, Matheus conseguiu um contrato com o Multishow em 2010 para produzir um seriado voltado a este público, o qual foi intitulado Vendemos Cadeiras. A série foi exibida aos sábados às 23h.

## Enredo
Eliezer (Wagner Santisteban) e Fábio Jr. (Gregório Duvivier) são dois amigos nerds que trabalham na Cadeiras Ferreira, do canastrão Mauro (Augusto Madeira). O primeiro era um aspirante a cineasta fracassado que nunca soube executar suas ideias, já o segundo é um introvertido sue não sabe o que quer da vida e foi expulso de casa pelos pais, donos da loja concorrente, Império do Conforto.
A vida pacata deles muda quando Mauro mente que é pai solo para conquistar uma mãe divorciada, decidindo adotar Diana (Clarice Falcão), uma jovem de quase 18 anos problemática e sinistra, para encobrir a mentira. Apaixonados por ela, Eliezer e Fábio Jr. se surpreendem ao descobrir que ela é lésbica e tem uma ex complicada, Natália (Christiana Ubach). Em meio à todas essas novas vivências, os Eliezer, Fábio Jr, Mauro e Diana começam a formar uma família sem perceber.

## Elenco
| Ator               | Personagem     |
| ------------------ | -------------- |
| Wagner Santisteban | Eliezer        |
| Gregório Duvivier  | Fábio Jr.      |
| Clarice Falcão     | Diana          |
| Augusto Madeira    | Mauro Ferreira |
| Christiana Ubach   | Natália        |
| Rodrigo Arruda     | Cristóvão      |